# Cellaria cookae
Cellaria cookae is een mosdiertjessoort uit de familie van de Cellariidae. De wetenschappelijke naam van de soort is voor het eerst geldig gepubliceerd in 1996 door Lopez de la Cuadra & Garcia-Gomez.